# Cirsium mexicanum
Cirsium mexicanum es una especie de planta herbácea perteneciente a la familia Asteraceae.

## Propiedades
En el altiplano de Guatemala y México, las hojas frescas o secas se usan indistintamente con las de C. benedictus, a pesar de que no se ha demostrado que tengan las mismas propiedades.
La decocción de hojas se usa, por vía oral, para el tratamiento de inflamación de los riñones, calambres, derrame biliar, afecciones gastrointestinales (diarrea, disentería, dolor de estómago), y respiratorias (asma, bronquitis, fiebre, resfriados, tos, tos ferina).
La decocción de flores y raíces, se usa para tratar diarreas y disentería, diversos dolores, tos y congestión respiratoria.
La decocción de hojas y flores se aplica tópicamente como cataplasma para aliviar los calambres en las extremidades.
se le atribuye propiedades colagoga, depurativa, diurética, febrífuga, laxante y sudorífica.

## Taxonomía
Cirsium mexicanum fue descrita por Augustin Pyrame de Candolle y publicado en Prodromus Systematis Naturalis Regni Vegetabilis 6: 636–637, en el año 1837[1838].
Etimología
Cirsium: nombre genérico que deriva de la palabra griega: kirsos = varices;  de esta raíz deriva el nombre kirsion, una palabra que parece servir para identificar una planta que se utiliza para el tratamiento de este tipo de enfermedad. De kirsion, en los tiempos modernos, el botánico francés Tournefort (1656 - 708) ha derivado el nombre Cirsium del género.
mexicanum: epíteto geográfico que alude a su localización en México.
Sinonimia
- Carduus lanceolatus var. arachnoideo-lanuginosus M.Gómez
- Carduus mexicanus Moric. ex DC.
- Carduus mexicanus (DC.) Greene
- Cirsium costaricense (Pol.) Petr.
- Cirsium costaricensis (Pol.)
- Cirsium costaricensis Petr.
- Cirsium mexicanum var. bracteatum Petr.
- Cirsium portoricense (Kuntze) Petr.
- Cnicus costaricensis Pol.
- Cnicus mexicanus (DC.) Hemsl.
- Cnicus portoricensis Kuntze[2]

## Nombres comunes
En Guatemala se conoce como: alcachofa, cardosanto macho, suctzúm.